# 利福特玻璃器皿厂

利福特玻璃器皿厂（德語：Fränkische Glasgesellschaft Lipfert & Co.）， 德国一家具有悠久历史传统的玻璃器皿厂。
它始建于 1920 年。座落于德国巴伐利亚州的利希滕费尔斯（德语：Lichtenfels），自1920年起由利福特家族 (Frank Lipfert) 拥有。产品销售到世界上多个国家。
最大强项是医用器皿。也生产日用器皿，比如水杯、灯罩、酒壶、水壶、咖啡壶、酒杯、餐具、酒瓶等各类吹制、压制产品。可按客户的要求生产各类有色玻璃、异型玻璃等，加工喷漆、烤花、丝印、蒙砂、包装等。